# Nh. Dini
Nurhayati Srihardini Siti Nukatin (Semarang, 29 de febrero de 1936 – Semarang, 4 de diciembre de 2018), conocida por su seudónimo Nh. Dini (a veces NH Dini en inglés), fue una novelista y feminista indonesia. Fue la menor de los cinco hijos que tuvieron Saljowidjojo y Kusaminah. Una rama de su familia puede se remonta hacia la etnia bugi de la Provincia de Célebes Meridional.

## Biografía
Dini afirmó que comenzó a amar escribir desde que estaba en segundo grado. Su madre era una artista batik inspirada por la cultura javanesa. Su madre le leía historias y poemas en el tradicional alfabeto javanés. Ello conllevó a que pronto, Dini desarrollara un talento para escribir obras de ficción. A la edad de 15 años, ya leía sus poemas en la RRI (estación de radio pública) de Semarang.
En 1956, mientras trabajaba como asistente de vuelo para la aerolínea Garuda Indonesia, publicó una compilación de historias llamado Dua Dunia (Dos Mundos). También trabajó brevemente como locutora de radio.
En 1960, se casó con Yves Coffin, un cónsul francés a Kobe, Japón. El matrimonio tuvo dos hijos: Marie-Claire Lintang y Pierre-Louis Padang, quién es ampliamente conocido por ser el codirector de la saga de películas Despicable Me. Inicialmente vivió junto con su esposo en Japón; posteriormente fue enviado hacia Nom Pen. Regresaron a Francia en 1966. Posteriormente, fueron enviados hacia Manila, Filipinas, En 1976, fueron enviados hacia Detroit, Estados Unidos.
La pareja se divorció en 1984. Dini volvió a Indonesia y posteriormente solicitó la nacionalidad indonesia. Desde hace muchos años, dirigió una ONG dedicada a alfabetizar a la población juvenil.
En 2003, recibió el Premio de escritores del Sureste Asiático, cuando residía en Sleman, cerca de Yogyakarta. Hacia el final de su vida, se trasladó a un hogar de ancianos, donde tuvo que suspender su trabajo sobre una novela y sus memorias, leugo de que empeorada sus ataques de vértigo. Pasó sus últimos años de vida en una casa de retiro católica en Semarang.

## Muerte
Dini falleció el 4 de diciembre de 2018 a raíz de una colisión entre un taxi Toyota Avanza en el que viajaba y un camión en una carretera en Semarang. Su cuerpo fue incinerado al día siguiente en Ambarawa.

## Obras

### Novelas
- Hati yang Damai (El corazón pacífico) (1961)[5]
- Pada Sebuah Kapal (A bordo un barco) (1973)[6]
- La Barka (1975)
- Namaku Hiroko (Mi nombre es Hiroko) (1977)
- Orang-orang Trans (Los transmigrantes) (1985)
- Pertemuan Dua Hati (El encuentro de dos corazones) (1986)

### Publicaciones en inglés
- A Journey (relato corto) en ''Black Clouds Over the Isle of Gods'', bajo la edición de David Roskies. M. E. Sharpe (1997) ISBN 0-7656-0033-1.
- The Chicken (cuento) en "Diverse Lives" editado por Jeanette Lingard, Oxford Asia (1995) ISBN 967-65-3100-6.
- Hill, D.T (1993), The Factory by Nh. Dini (traducido por David T. Hill, incluyendo comentarios introductorios por parte del traductor), Programa del Sudeste Asiático, Universidad de Cornell, recuperado el 7 de diciembre de 2018.